# Grindelia prostrata
Grindelia prostrata là một loài thực vật có hoa trong họ Cúc. Loài này được Bartoli & Tortosa mô tả khoa học đầu tiên năm 1999.